# Cheptytsky
Cheptytsky (ukrainien : Шептицький) appelée de 1951 à 2024 Tchervonohrad (en ukrainien et en russe : Червоноград ; en polonais : Czerwonogród) est une ville de l'oblast de Lviv, en Ukraine. Sa population s'élevait à 64 297 habitants en 2022.

## Géographie
Cheptytsky est située à 65 km au nord de Lviv.

## Administration
La ville de Tchervonohrad fait partie de la municipalité de Tchervonohrad (en ukrainien : Червоноградська міська рада, Tchernovohrads'ka mis'ka rada), dont font également partie la ville de Sosnivka et la commune urbaine de Hirnyk. La municipalité comptait 82 419 habitants en 2013.

## Histoire
Krystynopil (ou Krystynopol en polonais) fut fondée en 1692 par le magnat polonais et voïvode de Cracovie Feliks Kazimierz Potocki, sur le territoire du village de Novyï Dvir (« Nouveau Jardin »). Après la mort de Potocki, en 1702, son petit-fils Franz Salezy Potocki fit construire un palais et fonda le monastère basilien.
Dans l'entre-deux-guerres, Krystynopil était polonaise. La communauté juive de la ville, dont l'origine remonte au milieu du XVIIIe siècle, comptait 2 200 personnes en 1931. 
Pendant la Seconde Guerre mondiale, l'Allemagne nazie occupa la ville et les Juifs de Krystynopil furent déportés au camp d'extermination de Bełżec en 1942. 
Le 15 février 1951, elle devint soviétique en même temps que Sokal, à la suite d'un accord intergouvernemental entre l'Union soviétique et la Pologne, qui permit un échange de territoires. La raison non officielle de cet « échange » était le gisement de charbon de Sokal. La ville se développa dans les années 1950 grâce à l'exploitation du charbon. En 1956, Krystynopil est rebaptisée Tchervonograd. De nouvelles mines sont ouvertes dans les années 1960 et 1970 ainsi que plusieurs établissements industriels. 
Dans les années 1990, la population de Tchervonohrad baisse en raison de la fermeture des mines et de l'émigration d'une partie de la population active.

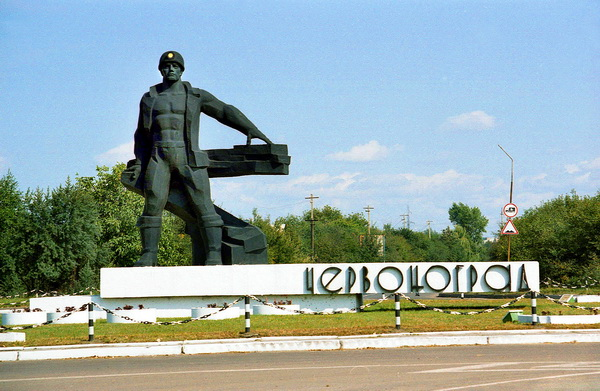
Tchervonohrad, ville minière.

Le 1er août 1990, Tchervonohrad est la première ville de l'URSS à supprimer un monument à la gloire de Lénine.
En mars 2022, faisant suite à l'invasion de l'Ukraine par la Russie, de nombreux réfugiés de la Ville sont accueillis par la Ville de Perpignan, en France. Le conseil municipal vote à l'unanimité le 23 mars 2022 le jumelage avec Tchervonograd

## Population
Recensements (*) ou estimations de la population :
| 1890  | 1939  | 1959*  | 1970*  | 1979*  | 1989*  | 2001*  | 2011   |
| ----- | ----- | ------ | ------ | ------ | ------ | ------ | ------ |
| 3 565 | 1 800 | 12 241 | 44 008 | 54 921 | 72 047 | 70 568 | 68 308 |

| 2012   | 2013   | 2014   | 2015   | 2016   | 2017   | 2018   | 2019   |
| ------ | ------ | ------ | ------ | ------ | ------ | ------ | ------ |
| 68 246 | 68 000 | 67 993 | 67 863 | 67 492 | 67 223 | 66 886 | 66 504 |

## Transports
Cheptytsky se trouve à 88 km de Lviv par le chemin de fer et à 70 km par la route.

## Personnalités
- Katarzyna Kossakowska (1716 ou 1722 - 1803), femme politique et épistolière polonaise, est morte à Krystynopol.
- Natalya Vasko, actrice y est née en 1972.